# ترومای سر
ترومای سر عبارت است از آسیب وارد آمده به ناحیه سر در اثر جسم خارجی.
اصطلاحات (traumatic brain injury) و (head injury) اغلب در متون پزشکی به طور متناوب مورد استفاده قرار می‌گیرد. علل بسیاری از جمله تصادفات، ریزش ها، ضربات جسمی یا تصادفات رانندگی وجود دارد که می‌تواند باعث صدمات سر شود.